# Bromus racemosus
Bromus racemosus — вид квіткових рослин родини злакових (Poaceae). Ареал: Європа (Данія, Велика Британія, Ірландія, Швеція, Австрія, Бельгія, Швейцарія, Чехія, Німеччина, Угорщина, Нідерланди, Польща, Словаччина, Україна, Албанія, Болгарія, Греція, Хорватія, Італія, Сербія, Словенія, Іспанія, Франція, Португалія) й Азія (Афганістан, Туреччина, Вірменія, Азербайджан, Росія, Казахстан, Туркменістан, Узбекистан, Китай, Бутан); інтродукція: Ісландія, Корея, Австралія, Нова Зеландія, Канада, Мексика, США, Чилі, Аргентина.

## Екологія
Населяє річкові долини, вологі луки, узбіччя доріг, трав'янисті місця.

## Біоморфологічна характеристика
Однорічна рослина. Стебла стрункі, від прямовисної до висхідної, заввишки 25–80(100) см, голі або запушені, з 2–5 вузлами. Піхви листків запушені до основи; листові пластинки 5–30 см × 2–8 мм, запушені; язичок 1–3 мм. Волоть прямовисна, вузька, 12–15 × 2–4 см, у зрілості іноді киває; гілок по 2–6 у вузлі, нижні до 6 см, на кожній по 1–4 колоски. Колосочки довгасті, злегка стиснуті, 12–20 × 4–6 мм, квіточок 5–10. Колоскові луски нерівні, верхівка загострена, нижня луска 4–6 мм, 3-жилкова, верхня 4.5–7 мм, 5–7-жилкова. Леми еліптичні, 6–10 × 2–2.5 мм, 7–9-жилкові, верхівка тупа; остюк 3–9 мм, прямий. Палея коротша за лему. Зернівка тонка, плоска, ≈ 7 × 2 мм, трохи коротше палеї. Цвітіння й плодіння: травень — серпень. 2n = 14, 28, 56.

## Галерея

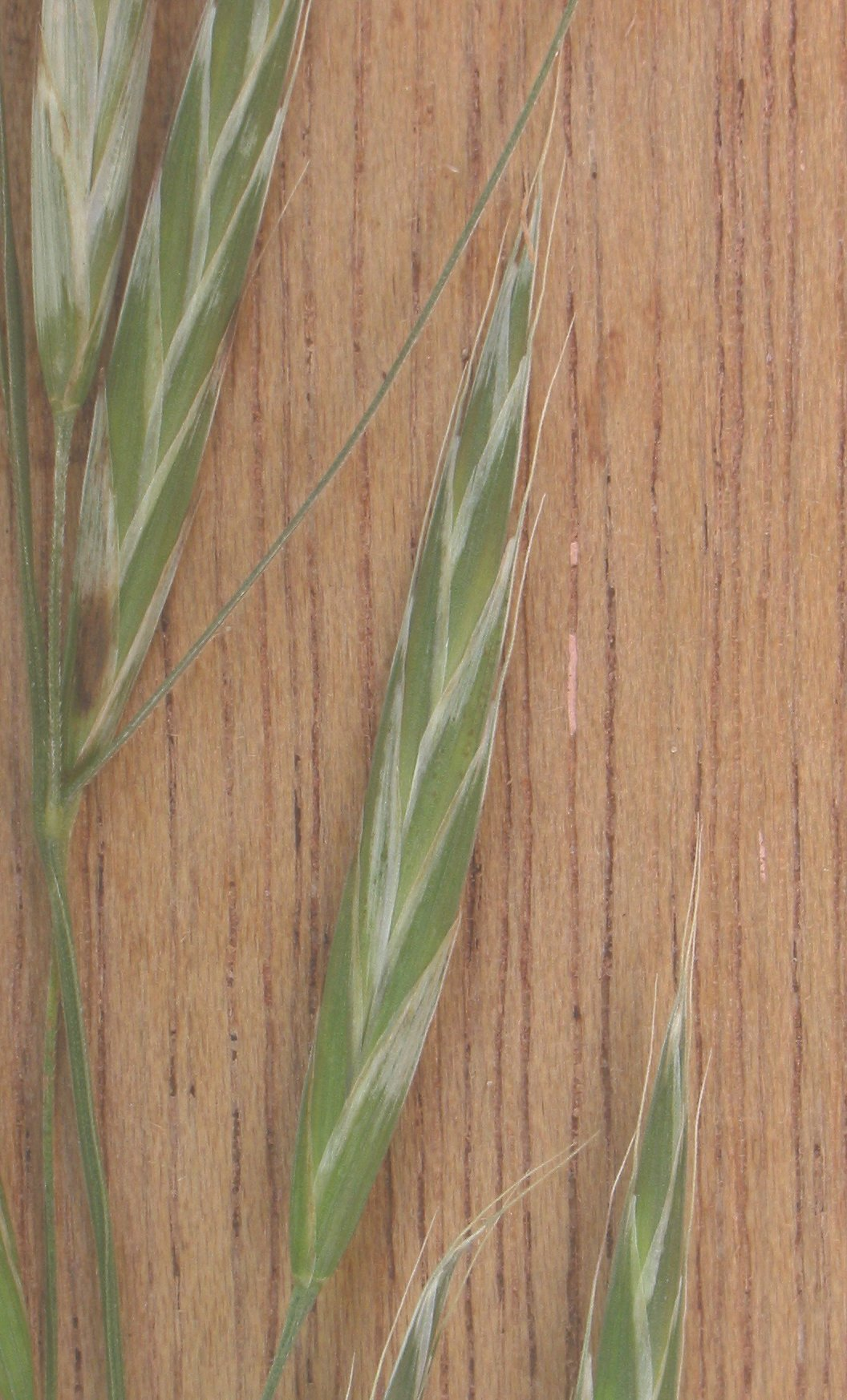
Колоси
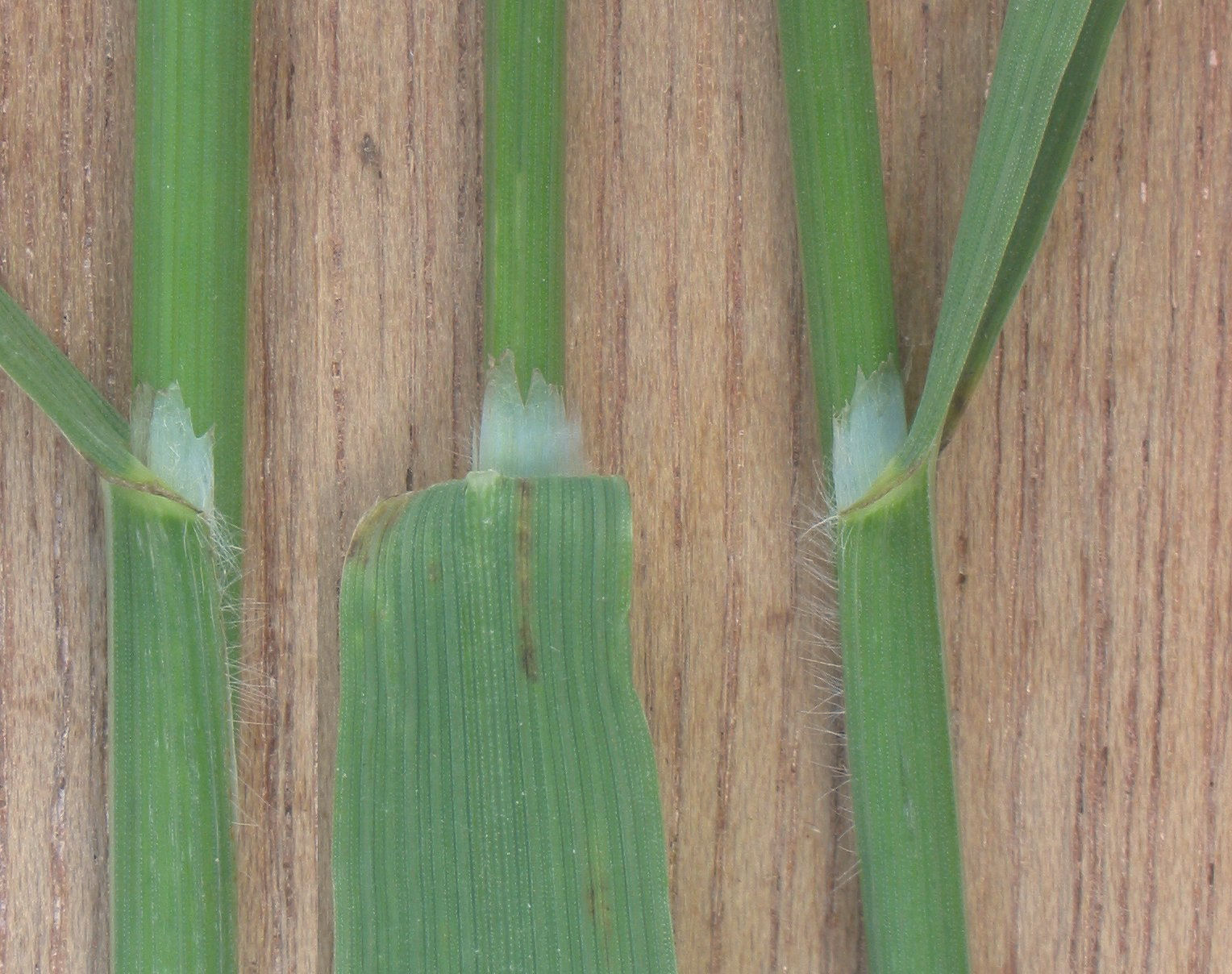
Язички